# Montevideo Chico
Montevideo Chico é uma localidade uruguaia do departamento de Tacuarembó, na zona centro-sul do departamento. Está situada a 68 km da cidade de Tacuarembó, capital do departamento.

## Toponímia
Montevideo Chico significa "pequeno Montevidéu".

## População
Segundo o censo de 2011 a localidade contava com uma população de 26 habitantes.
| Variação demográfica do município entre 2004 e 2011 |
|                                                     |

## Geografia
Montevideo Chico se situa próxima das seguintes localidades: ao norte, La Hilera, a oeste, Clara, ao sudeste, Rincón de Pereira e ao leste, Pueblo del Barro .

## Autoridades
A localidade é subordinada diretamente ao departamento de Tacuarembó, não sendo parte de nenhum município tacuaremboense.

## Transporte
A localidade possui a seguinte rodovia:
- Acesso a Ruta 59. [7][8]